# Provinciale weg 489
De provinciale weg 489 (N489) is een provinciale weg in de provincie Zuid-Holland. De weg vormt een verbinding tussen de N488 nabij de buurtschap Greup en de N217, enkele honderden meters ten oosten van afrit 21 van de A29. De weg voert langs de dorpen Westmaas en Mijnsheerenland.
De weg is uitgevoerd als tweestrooks-gebiedsontsluitingsweg met een maximumsnelheid van 80 km/h. De weg draagt de namen Smidsweg (van de N488 tot Westmaas), Maasweg (van Westmaas tot de Reedijk) en Reedijk (de laatste paar honderd meter).

## Geschiedenis
Oorspronkelijk was de huidige N489 een rijksweg. Vanaf het Rijkswegenplan 1932 was de weg als planweg opgenomen als rijksweg 19. Deze weg verliep van Rotterdam via Mijnsheerenland naar Numansdorp. Deze weg zou in de rijkswegenplannen van 1938, 1948 en 1958 behouden blijven als planrijksweg 19.
Daar men in de eerste helft van de jaren 60 was begonnen met de aanleg van de A29 tussen Barendrecht en Klaaswaal, welke in 1967 gereed kwam tussen Klaaswaal en Heinenoord, verloor de weg haar doorgaande functie en werd het een planvervangende rijksweg, welke administratief genummerd werd als rijksweg 217. Toen midden in de jaren 80 een wegnummersysteem werd ingevoerd waarvoor de wegnummers tussen 200 en 399 gebruikt werden, en er geen dubbele nummers gewenst waren werd de weg hernummerd tot rijksweg 717.
Uiteindelijk werd de weg bij de invoering van de Wet herverdeling wegenbeheer op 1 januari 1993 door Rijkswaterstaat in zijn geheel overgedragen aan de provincie Zuid-Holland. Deze nummerde de weg als N489.
N23 · N194 · N196 · N197 · N198 · N199 · N200 · N201 · N202 · N203 · N204 · N205 · N206 · N207 · N208 · N209 · N210 · N211 · N212 · N213 · N214 · N215 · N216 · N217 · N218 · N219 · N220 · N221 · N222 · N223 · N224 · N225 · N226 · N227 · N228 · N229 · N230 · N231 · N232 · N233 · N234 · N235 · N236 · N237 · N238 · N239 · N240 · N241 · N242 · N243 · N244 · N245 · N246 · N247 · N248 · N249 · N250 · N307

N401 · N402 · N403 · N404 · N405 · N406 · N407 · N408 · N409 · N410 · N411 · N412 · N413 · N414 · N415 · N416 · N417 · N418 · N419 · N420 · N421 · N439 · N440 · N441 · N442 · N443 · N444 · N445 · N446 · N447 · N448 · N449 · N450 · N451 · N452 · N453 · N454 · N455 · N456 · N457 · N458 · N459 · N460 · N461 · N462 · N463 · N464 · N465 · N466 · N467 · N468 · N469 · N470 · N471 · N472 · N473 · N474 · N475 · N476 · N477 · N478 · N479 · N480 · N481 · N482 · N483 · N484 · N487 · N488 · N489 · N490 · N491 · N492 · N493 · N494 · N495 · N496 · N497 · N498 · N501 · N502 · N503 · N504 · N505 · N505 (Andijk) · N506 · N507 · N508 · N509 · N510 · N511 · N512 · N513 · N514 · N515 · N516 · N517 · N518 · N519 · N520 · N521 · N522 · N523 · N524 · N525 · N526 · N527 · N806 · N830 · N848

Cursief vermelde wegen zijn voormalige Provinciale wegen